# Добричица
Добричица, бржтан трава или самобајка (лат. Glechoma hederacea) је зељаста вишегодишња биљка из породице нана (Lamiaceae). Има меснате листове бубрежастог облика, са таласастим ивицама и љубичаст цвет налик на зевалицу. Расте 40-50 cm у вис.

## Распрострањеност
Расте у Европи и југозападној Азији, а пренета је и у Северну Америку. 

## Употреба
Спада у лековите биљке, а у Србији је увршћена у биљке заштићене контролом сакупљања, коришћења и промета.
Осим лековитих својстава (утиче повољно на болести бубрега, плућа и шећерну болест), користила се и за зачињавање пива, пре него што је у ту сврху почео да се користи хмељ. Потапањем у врелу воду добија се одвар који садржи доста витамина Ц. Користи се и као украсно биље.

## Слике
- Стабљика са цветом